# Stanleyita
La stanleyita és un mineral de la classe dels sulfats. Cristal·litza en el sistema ortoròmbic i la seva fórmula és: V⁴⁺O(SO₄)(H₂O)₅·H₂O. Va ser descobert l'any 1980 a la seva localitat tipus: mina Ragra, Huayllay, Pasco, al Perú. Va ser anomenada així per Henry Morton Stanley (1841-1904), periodista i explorador britànic. Es forma en zones d'alteració de menes de vanadi. El mineral tipus es conserva al museu Smithsonian.
Segons la classificació de Nickel-Strunz, la stanleyita pertany a «07.DE: Sulfats (selenats, etc.) amb anions addicionals, amb H₂O, amb cations de mida mitjana només; sense classificar» juntament amb els següents minerals: mangazeïta, carbonatocianotriquita, cianotriquita, schwertmannita, tlalocita, utahita, coquandita, osakaïta, wilcoxita, mcalpineïta, hidrobasaluminita, volaschioita, zaherita, lautenthalita i camerolaïta.